# Humberto Delgado

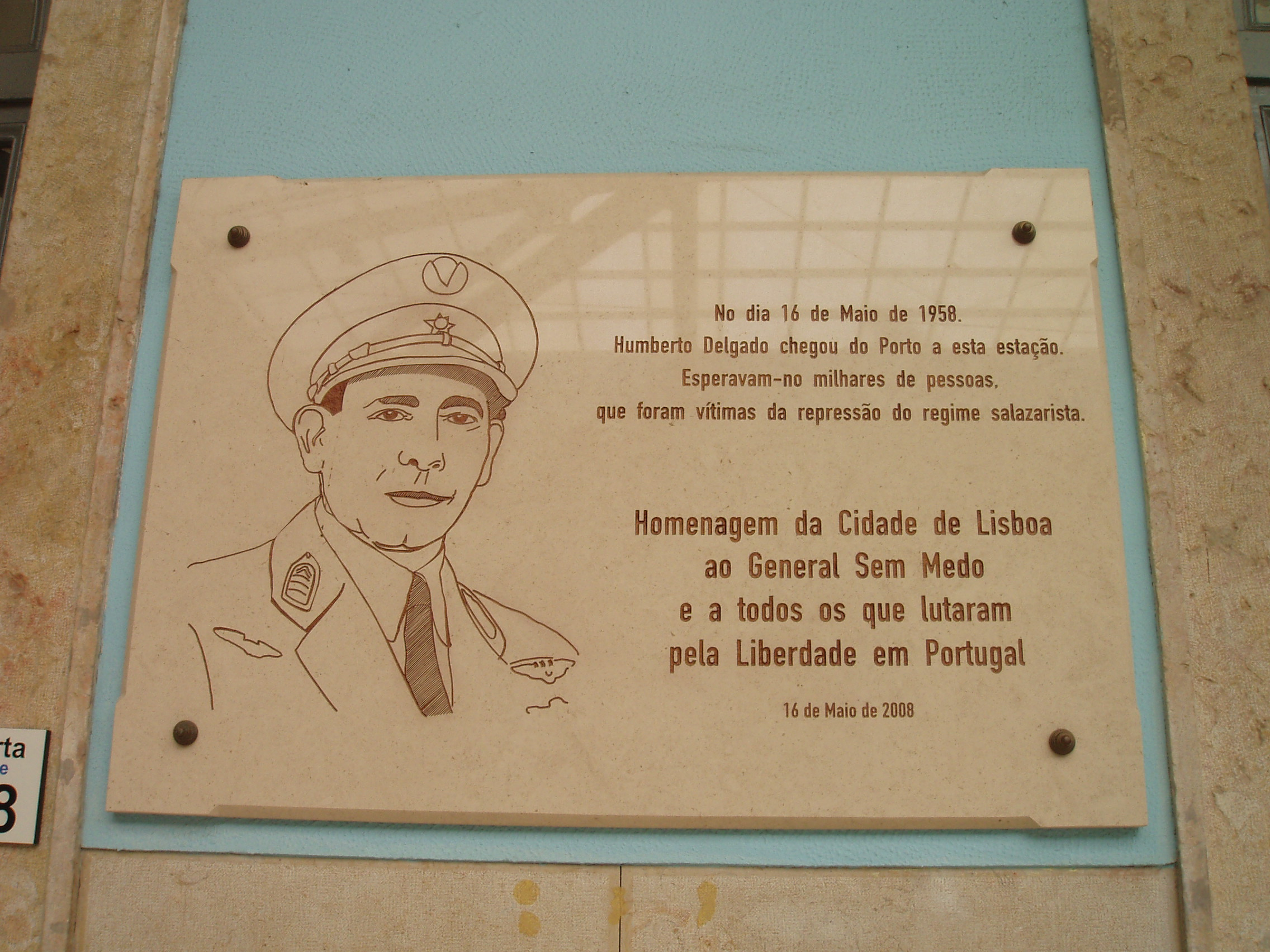
Placa Conmemorativa de Humberto Delgado

Humberto da Silva Delgado (Boquilobo, Portugal, 15 de mayo de 1906 - Villanueva del Fresno, España, 13 de febrero de 1965) fue un militar y político portugués.
General de la Fuerza Aérea, conocido por sus partidarios como "el general sin miedo" (apodo parafraseado irónicamente por sus detractores como "el general sin juicio"), se opuso a la dictadura de Salazar y murió asesinado en España a manos de la policía secreta portuguesa.

## Biografía
En 1916 ingresó en el Colégio Militar de Lisboa, del que se graduó en 1922, y en 1925 entró en la Escuela Práctica de Artillería de Vendas Novas. Fue partícipe en el golpe militar del 28 de mayo de 1926, que derribó la República liberal e implantó una dictadura militar que, a partir de 1933, evolucionaría en el llamado Estado Novo fascista encabezado por António de Oliveira Salazar. 
Durante muchos años Delgado fue un ferviente defensor del ideario salazarista, particularmente de su anticomunismo. Además, al contrario de Salazar, fue un gran admirador de Hitler, al menos hasta finales de la Segunda Guerra Mundial. En 1941 asumió públicamente sus simpatías para con la Alemania Nazi, publicando dos artículos en la revista Ar, de la Fuerza Aérea Portuguesa, donde, refiriéndose al dictador alemán, escribió: “El ex cabo, ex pintor, el hombre que no nació en cuna de oro, pasará a la historia como una revelación genial de las posibilidades humanas en el campo político, social, civil y militar, cuando a la voluntad de un ideal se junta la audacia, la valentía y la virilidad en una sola palabra”. Su actitud política favorable al régimen y su capacitación técnica obtenida en Estados Unidos le permitieron ascender rápidamente en la escala jerárquica (sería el general más joven de la Fuerza Aérea Portuguesa, ascendiendo a este puesto con apenas 47 años) y a ocupar posiciones destacadas dentro del Portugal de la dictadura.
Representó a Portugal en los acuerdos secretos con el Gobierno británico sobre la instalación de bases militares para los Aliados en las Azores y fue procurador de la Cámara Corporativa entre 1951 y 1952. A pesar de ser originalmente identificado entre las franjas ultras del régimen dictatorial, a partir de la década de 1950, y después de ser postergado por Salazar para cargos más importantes que ambicionaba (Salazar procuró compensarlo nombrándolo jefe de la Misión Militar Portuguesa en Washington D. C. de 1952 a 1957), el general Delgado pasó a defender el ideal democrático y participó en la oposición. El convencimientro democrático de Delgado, nacido de la decepción personal, se fortaleció tras experimentar las libertades de la democracia en Estados Unidos.
Participó en las elecciones presidenciales de 1958 contra el almirante Américo Tomás, el candidato apoyado por el dictador Salazar. En esa ocasión, los socialistas y la oposición interna al Estado Novo se agruparon en torno al general Delgado, pero finalmente un masivo fraude electoral le concedió el triunfo al candidato oficialista.
Tras su derrota electoral, Delgado denunció la manipulación de los resultados y llamó a las Fuerzas Armadas a no ser partícipes en las atrocidades cometidas por la dictadura, por lo que fue expulsado de la Fuerza Aérea y amenazado de muerte. En 1959 debió pedir asilo político en la Embajada de Brasil y más tarde se exilió en Argelia. Durante su exilio fue ampliamente apoyado por la Infanta María Pía de Sajonia-Coburgo Gotha y Braganza, a quien se dirigía como "la Princesa" o "la Duquesa"; ella le ayudó monetariamente e incluso le ofreció una de sus residencias en Roma para que el general pudiese regresar a Europa. Convencido de que la dictadura salazarista no podría ser derrocada por medios pacíficos, formó el Directorio Revolucionario Ibérico de Liberación (DRIL), grupo terrorista integrado por militantes antisalazaristas y antifranquistas de Portugal y Galicia. Apoyado por el DRIL, Delgado reunió a un grupo de altos oficiales liberales, liderados por el general Botelho Moniz (ministro de Defensa del régimen), para ejecutar un golpe de Estado contra Salazar en 1961, que fracasó.
A finales de 1964 se reunió en París con Mario Carvalho, un supuesto opositor antisalazarista exiliado en Roma que en realidad era un agente encubierto de la PIDE (la policía política de la dictadura). Engañado por éste, Delgado fue atraído a la frontera hispano-portuguesa en febrero de 1965 para reunirse con otros falsos opositores al Estado Novo. Al llegar al punto de reunión (el río Olivenza), Delgado fue raptado por un comando de la PIDE dirigido por António Rosa Casaco y trasladado desde Badajoz hasta la cercana localidad de Villanueva del Fresno, donde fue asesinado junto con su secretaria brasileña, Arajaryr Moreira de Campos. Los cuerpos de ambos fueron rociados con ácido y cal y arrojados a una fosa natural en territorio español, siendo descubiertos dos meses después por unos niños que jugaban allí. A pesar de la amistad que tenían las dos dictaduras ibéricas, tanto el juez como la Policía española actuaron con independencia y profesionalidad, recogiendo pruebas válidas para condenar a los autores del crimen.
Rosa Casaco negó siempre su participación en el crimen (según él, la misión era secuestrar a Delgado, no matarlo), atribuyendo la acción al agente Casimiro Monteiro.
Su cuerpo fue inicialmente sepultado en el Cementerio de los Placeres, pero en 1988 fue transferido al Panteón Nacional de Portugal, donde descansa hasta la actualidad. En 1990 fue ascendido póstumamente a mariscal de la Fuerza Aérea.